# Baptist Mudartha
Baptist Mudartha (1911 - 2007) là một Giám mục người Ấn Độ của Giáo hội Công giáo Rôma. Ông nguyên là Giám mục chính tòa Giáo phận Allahabad. Trước đó, ông cũng từng đảm trách các vị trí khác như Giám mục Phụ tá rồi Giám mục chính tòa Giáo phận Jhansi.

## Tiểu sử
Giám mục Baptist Mudartha sinh ngày 9 tháng 9 năm 1911 tại Mangalore, thuộc Ấn Độ. Sau quá trình tu học dài hạn tại các chủng viện theo quy định của Giáo luật, ngày 21 tháng 12 năm 1942, Phó tế Madartha, 31 tuổi, tiến đến việc được truyền chức linh mục.
Sau hơn 20 năm thực hiện các hoạt động mục mụ trên cương vị là một linh mục, ngày 6 tháng 7 năm 1963, tin tức từ Tòa Thánh loan báo việc Giáo hoàng đã tuyển chọn linh mục Baptist Mudartha, 52 tuổi, gia nhập vào hàng ngũ các Giám mục, với chức vị cụ thể là Giám mục Phụ tá Giáo phận Jhansi và danh hiệu Giám mục Hiệu tòa Idebessus. Lễ tấn phong cho vị tân chức đượ cử hành sau đó vào ngày 20 tháng 10 cùng năm, với phần nghi thức truyền chức chính yếu do 3 giáo sĩ cấp cao đảm trách. Chủ phong cho vị giám mục tân cử là Đương kim Giáo hoàng, Phaolô VI. Hai vị còn lại với vai trò phụ phong gồm có Tổng giám mục Pietro Sigismondi, Tổng Thư kí Thánh bộ Giáo lý Đức Tin và Tổng giám mục Sergio Pignedoli, Khâm sứ Tòa Thánh tại Trung và Tây Phi.
Bốn năm với cương vị Giám mục Phụ tá Jhansi đột ngột chấm dứt vào ngày 29 tháng 11 năm 1967, với thông bào từ Tòa Thánh thông báo về quyết định bổ nhiệm Giám mục Mudartha làm Giám mục chính tòa Jhansi. Một lần nữa vào chín năm sau đó, Tòa Thánh ra quyết định thuyên chuyển Giám mục Mudartha vào vị trí mới ở nhiệm sở khác, cụ thể là chức vị Giám mục chính tòa Giáo phận Allahabad. Quyết định này được công bố rộng rãi vào ngày 1 tháng 3 năm 1976.
Sau mười hai năm đóng vai trò là người lãnh đạo Allahabad, Tòa Thánh có thông báo đã chấp thuận đơn xin từ nhiệm của Giám mục Mudartha vào ngày 5 tháng 5 năm 1988 vì lí do tuổi tác theo Giáo luật.
Giám mục Mudartha qua đời sau khi từ nhiệm 20 năm, vào ngày 30 tháng 5 năm 2007, hưởng thọ 96 tuổi.